# مدرسة السعادة
 مدرسة السعادة  إحدى أربع المدارس القديمة   في دبي منها: مدرسة الفلاح والمدرسة السالمية والمدرسة الأحمدية، «مدرسة السعادة» أنشأها كل من: يوسف بن عبد الله السركال  و محمد بن عبيد البدور  والمحسن «هلال بن رمضان الشميس»، وهذا الأخير كويتي مقيم في دبي ومتزوج منها وما يذكر عنه أنه كريم محب للخير، مساعد للفقراء وطلبة العلم. واتخذ من مجلس (راشد بن احمد بن شبيب) مقراً لهذه المدرسة. وأسندت ادارتها والتدريس فيها إلى العلامة:محمد العبسي الأزهري اليماني، وعندما زاد عدد طلبتها استؤجر لها بيت «راشد بن عبيد بن عوقد» المجاور لمسجد راشد بن شبيب من الشمال.

## الطلبة الذين دَرسوا في السعادة
ومن الطلبة الذين درسوا في «مدرسة السعادة» وعلى يد الشيخ العبسي وهم على نحو التالي:
- أحمد حمد الشيباني.
- محمد بن يوسف الشيباني.
- أحمد الحميدي.
- عبد الله بن خلفان بن يدعوه.
- محمد بن علي بن ديماس.
- خلفان محمد خلفان بن تركيه.
- عبيد البدور.
- محمد بن معصم.
- عبيد طحوارة.
- عبد الرحمن محمد المنصوري.

وغيرهم كثير، وزاد الإقبال على المدرسة واكتظت فصولها بالطلبة فانتقلت إلى «سوق الذهب» مقابل دكان «مبارك المحلوي» حيث استؤجر لها بيت الشيخ راشد بن بطي بن سهيل المكتوم، وكان إنشاء السعادة عام 1344 هـ، تقريباً الموافق 1925 م، حسبما أفاد السيد هاشم، أي بعد ثلاثة عشرة عاماً من إنشاء المدرسة الأحمدية، أو في عام 1345 هـ، الموافق 1926 م، كما أفاده آخرون أي انها تأسست فيما بين هذين العامين المذكورين. وحيث أن الشيخ محمد بن يوسف كان ضمن طلبة مدرسة السعادة، فقد وجدت بحوزته ضمن أوراقه الخاصة التي لا زال يحتفظ بها ما يفيد ويعطي إيضاحاً وافياً عن بعض جوانب التاريخ وأسماء الطلبة والنظام في مدرسة السعادة.

## سجل الدارسين
هو دفتر تسجيل الطلبة الدارسين للعام الدراسي لسنة 1346 هـ / 1347 هـ، الموافق 1927 م / 1928 م، في مختلف الفصول الدراسية التي تحتويها المدرسة في ذلك العام المشار إليه، وهي:
- القسم ألأول تحضيري ويشمل على ثماني عشر طالباً.
- السنة الأولى الابتدائية وتشمل على اثنى عشر طالباً.
- القسم الثاني تحضيري ويشمل على ثمانية طلاب.
- والسنة الثانية ابتدائي وتشمل على اثنى عشر طالباً.

وتحتوي بيانات السجل على رقم المسلسل واسم الطالب واسم أبيه، واسم ولي أمره وعنوانه وهو عبارة عن اسم الحّي الذي يسكن فيه الطالب وتاريخ انتساب للمدرسة، وبيان مقدار ما بلغه الطالب من حفظ القرآن وقت تسجيله.
وقد كتب في صدر الصفحة الأولى من دفتر السجل بخط أنيق كبير الحجم «بسم الله الرحمن الرحيم، الحمد الله رب العالمين، والصلاة والسلام على محمد وعلى آله وصحبه أجمعين ونسأل الله الإعانة والتوفيق». وتحته بخط أكبر ( الانتساب )، في سنة 1346 هـ / 1347 هـ، وتحته (الدفتر الأساسي لمدرسة السادة العامرة). وتحته «تبتدئ السنة الدراسية في هذه البلاد في شهر جمادى وتنتهي في شهر صفر» أي أن الدراسة في ذلك الوقت كانت تستغرق مدة تسعة أشهر هي:
- جمادى الأولى
- جمادى الثانية
- رجب
- شعبان
- رمضان
- شوال
- ذو القعدة
- ذو الحجة
- محرم

أي ابتداء من شهر أكتوبر 1927 إلى شهر يونيو 1928 م، وتكون العطلة الصيفية لمدة ثلاثة أشهر ابتداء من صفر وربيع الأول وربيع الثاني ـ أي يوليو وأغسطس وسبتمبر، وربما تتأخر المدة أو تتقدم حسب تأخر وتقدم فصول السنة.
وجميع هذه البيانات مسجلة بخط الشيخ محمد العبسي اليمني الأزهري مدير المدرسة ومدرّس الطلاب فيها. وهو خط واضح جميل. وتنظيم هذا الدفتر وتسطيره وتقسيماته وبياناته تعطي انعكاساً لمدى الاهتمام الذي قام به الشيخ العبسي في ترتيب أمور المدرسة.
والناظر في بيانات هذا السجل يجدها نفس البيانات التي تشتملها سجلات المدارس في الوقت الحاضر دون أدنى فارق بينهما بما يوحي بأن مدارس ذلك العهد ماهي الا مدارس نظامية بمعنى الكلمة لا تختلف في نظاميتها عن المدارس الحالية. وكذلك من ضمن الطلبة الذين درسوا بمدرسة السعادة في تلك السنة: السيد هاشم ورحمه مطر البدور وحسين بن عبد اللطيف السركال والشيخ بطي بن حشر المكتوم والأستاذ: احمد الحميدي، وغيرهم كثير ممن يشتمل الدفتر المذكور على أسمائهم في تلك السنة الدراسية، ويستشف من هذا الدفتر أنه سجل للعام الدراسي 1346 هـ / 1347 هـ فقط دون بقية الأعوام، ومعنى ذلك أن لكل عام دفتراً خاصاً به لهذه المدرسة.
قالب:مدارس دبي قديماً